# Поповиокодония
Поповиокодония, или Поповиоколокольчик (лат. Popoviocodonia), — монотипный род многолетних травянистых растений семейства Колокольчиковые (Campanulaceae). Единственный вид — Поповиокодония узкоплодная, или Поповиоколокольчик узкоплодный (Popoviocodonia stenocarpa); встречается в горах российского Дальнего Востока, редкое охраняемое растение.

## Распространение
Один из очень немногих родов сосудистых растений — эндемиков России. Ареал охватывает Хабаровский и Приморский края, а также остров Сахалин. Встречается в горной местности в гольцовых и подгольцовых поясах — на скалах, каменистых и щебнистых осыпях, в горных лишайниково-кустарничковых тундрах.

## Биологическое описание
Многолетнее травянистое растение высотой до 20 см (изредка — до 28 см). Корень ветвистый, соломенно-жёлтого цвета. Корневища подземные, столоновидные, желтоватого цвета, переходящие в надземные побеги.
Стебли многочисленные, продольно-ребристые, толщиной от 1 до 1,5 см, могут быть как прямыми, так и изогнутыми. В нижней и средней части стебли могут быть фиолетовыми или зелёными, в верхней — зелёные. Ближе к верху стебли иногда разветвляются. Листья очерёдные, в середине стеблей — длиной от 1,5 до 2,5 см (иногда до 3 см), шириной от 0,5 до 1,5 см; ближе к верху стебля листья мельчают.
Цветки длиной до 2 см и до 2,5 см шириной, с понимающими цветоножками длиной от 1 до 1,5 см. Собраны в соцветия, в которых может быть до четырёх (изредка — до шести) цветков. Венчик синий, реже голубой. Плод — коробочка. Время цветения — июль—август.

## Таксономия
Вид был впервые описан в 1856 году во второй части первого тома сочинения Reise in den äußersten Norden und Osten Sibiriens während der Jahres 1843 und 1844 (с нем. — «Путешествие на Крайний Север и Восток Сибири в 1843 и 1844 годах») российского путешественника и натуралиста А. Ф. Миддендорфа. В разделе Florula Ochotensis phaengama, составленном по материалам Миддендорфа российскими ботаниками Рудольфом Эрнестовичем фон Траутфеттером и Карлом Антоновичем фон Мейером, был описан новый вид растений, который авторы включили в род Колокольчик (Campanula), дав ему видовой эпитет stenocarpa («узкоплодный»; от др.-греч. στενός, «узкий, тесный; слабый», и καρπός, «плод»). В 1957 году советский ботаник Ан. А. Фёдоров в 24-м томе издания «Флоры СССР» выделил этот вид (вместе с ещё одним видом) в отдельный род, назвав его в честь незадолго до этого скончавшегося ботаника Михаила Григорьевича Попова, много работавшего над изучением флоры Сибири. Обосновывая такое выделение, Фёдоров писал, что представители нового рода занимают промежуточное положение между родами Колокольчик и Бубенчик (Adenophora). Кроме того, Фёдоров отмечал, что ещё Траутфеттер и Мейер отмечали существенное отличие Campanula stenocarpa от других видов колокольчика.

## Охранные мероприятия
Поповиокодония узкоплодная включена в Красные книги Приморского края, Хабаровского края и Сахалинской области.